# Kolbenring

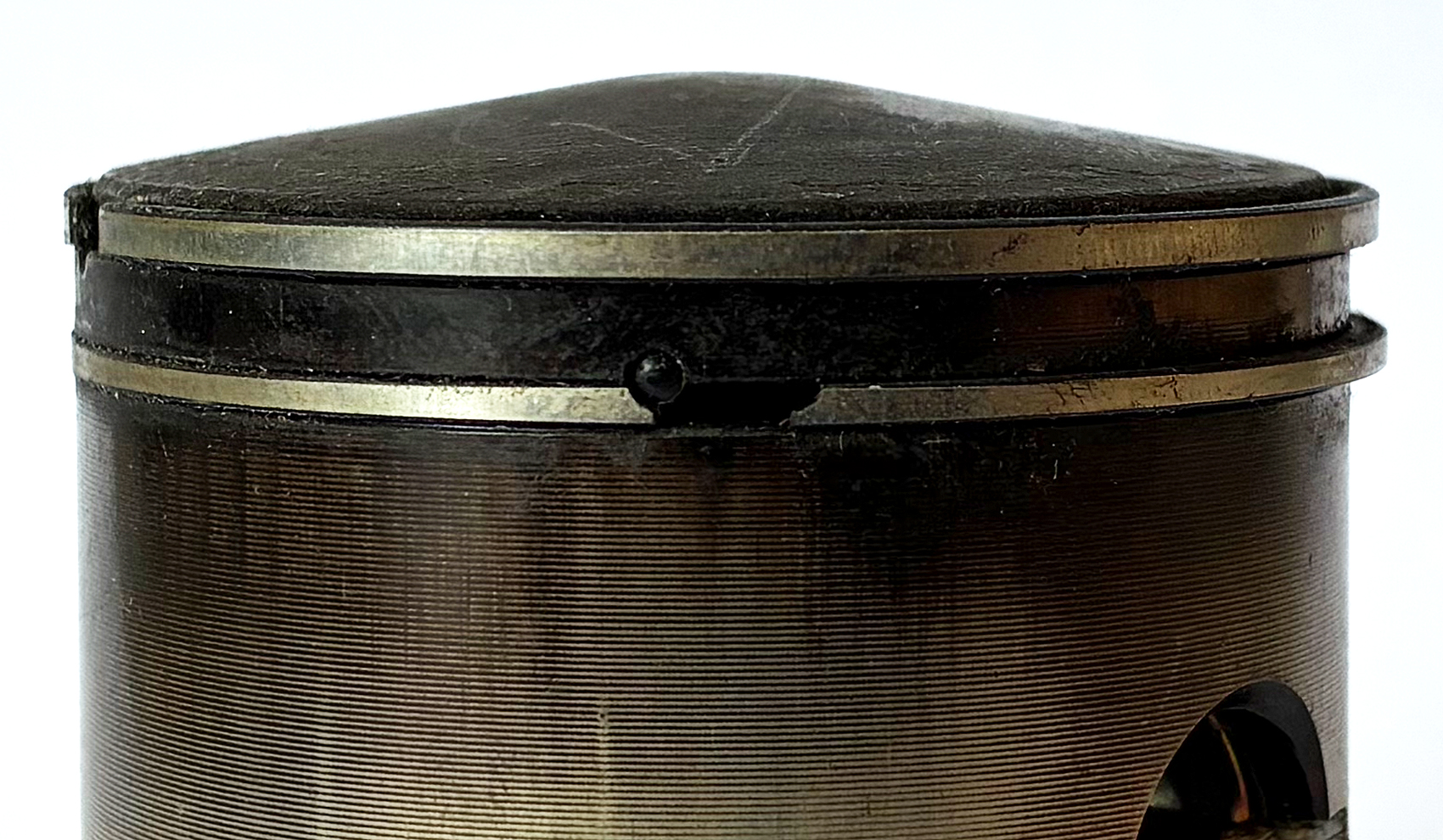
Zwei Kolbenringe, montiert auf einem Zweitaktmotorkolben (Rennkart 100 cm³). Der Ringspalt für den unteren Ring ist in der Bildmitte sichtbar.

Der Kolbenring ist ein Dichtelement auf dem Kolben beispielsweise eines Verbrennungsmotors oder eines Kolbenverdichters.

## Allgemeine Beschreibung
Kolbenringe haben mehrere Aufgaben:
- Abdichtung des Arbeitsraumes
- Ableitung der Verbrennungswärme aus dem Kolben zur gekühlten Zylinderwand
- Dosierung des Schmieröls zwischen der Lauffläche des Ringes und der Zylinderwand

Kolbenringe sind keine geschlossenen Ringe, sondern haben auch im eingebauten Zustand am Umfang eine Öffnung, den sog. Ringstoß. Im freien, d. h. nicht eingebauten Zustand sind Kolbenringe nicht kreisrund, sondern haben eine definierte unrunde Form und eine Öffnung – die Maulweite. Erst im Einbauzustand werden die Ringe in Kreisform gedrückt. Je nach Anforderungen an E-Modul, mechanische Festigkeit und Verschleißwiderstand werden Kolbenringe aus Guss- oder Stahlwerkstoffen gefertigt.
Zur Verbesserung des Verschleißverhaltens sind teilweise Beschichtungen auf den Ringen notwendig. Dabei kommen elektrochemische Verfahren, wie z. B. Verchromen, oder thermische Spritzschichten sowie keramische Beschichtungen zum Einsatz. Auf Stahlringen wird häufig die an der Zylinderlauffläche liegende Randschicht durch Nitrieren gehärtet.
In heutigen Verbrennungsmotoren werden in der Regel jeweils drei Kolbenringe pro Zylinder verwendet. Ihre Ausführung unterscheidet sich nach der Einbaulage auf dem Kolben, da die Aufgabe eines Ringes von seiner Position auf dem Kolben abhängt. Der oberste Ring – dem Verbrennungsraum am nächsten gelegen – ist der sog. Kompressionsring und muss in erster Linie abdichten und Wärme ableiten. Der unterste Ring, der Ölabstreifring, streift Schmieröl von der Zylinderwand ab und dosiert dabei den Ölfilm, auf dem die oberen Kolbenringe während des Hubs gleiten. Der mittlere Ring dichtet gegen Verbrennungsgase ab und kann durch Wechselwirkung mit der Bewegung des ersten Ringes das Blowby des Motors erheblich beeinflussen. Diesem zweiten Kolbenring fällt aber auch noch eine wichtige Aufgabe bei der Steuerung des Ölhaushaltes des Motors zu. Der Ölfilm muss sowohl für hinreichend gute tribologische Bedingungen sorgen als auch dünn sein, um die Ölverluste durch Abdampfen gering zu halten. Im Bereich der oberen Kolbenringe beträgt die Ölfilmdicke zum Teil weniger als ein Tausendstelmillimeter und ist damit geringer als die Rautiefe von Kolben und Zylinder.

## Kompressionsringe/Verdichtungsringe
Die Hauptaufgabe der Kolbenringe ist es, den Brennraum gegenüber dem Kurbelgehäuse abzudichten. Darüber hinaus sind sie aber auch zur Regelung des Schmierölhaushaltes von großer Bedeutung.
Kompressionsringe sind einteilige Ringe, die ihren Anpressdruck an die Zylinderwand hauptsächlich aus dem Gasdruck beziehen. Um die Abdichtung beim Start zu sichern und ein Ringflattern bei hohen Drehzahlen zu vermeiden, sind die Ringe durch Biegespannung zwischen freier und eingebauter Form mechanisch vorgespannt. Die Höhe des Anpressdruckes wird in der Regel in Form der Tangentialkraft des Ringes angegeben.

## Ölabstreifring

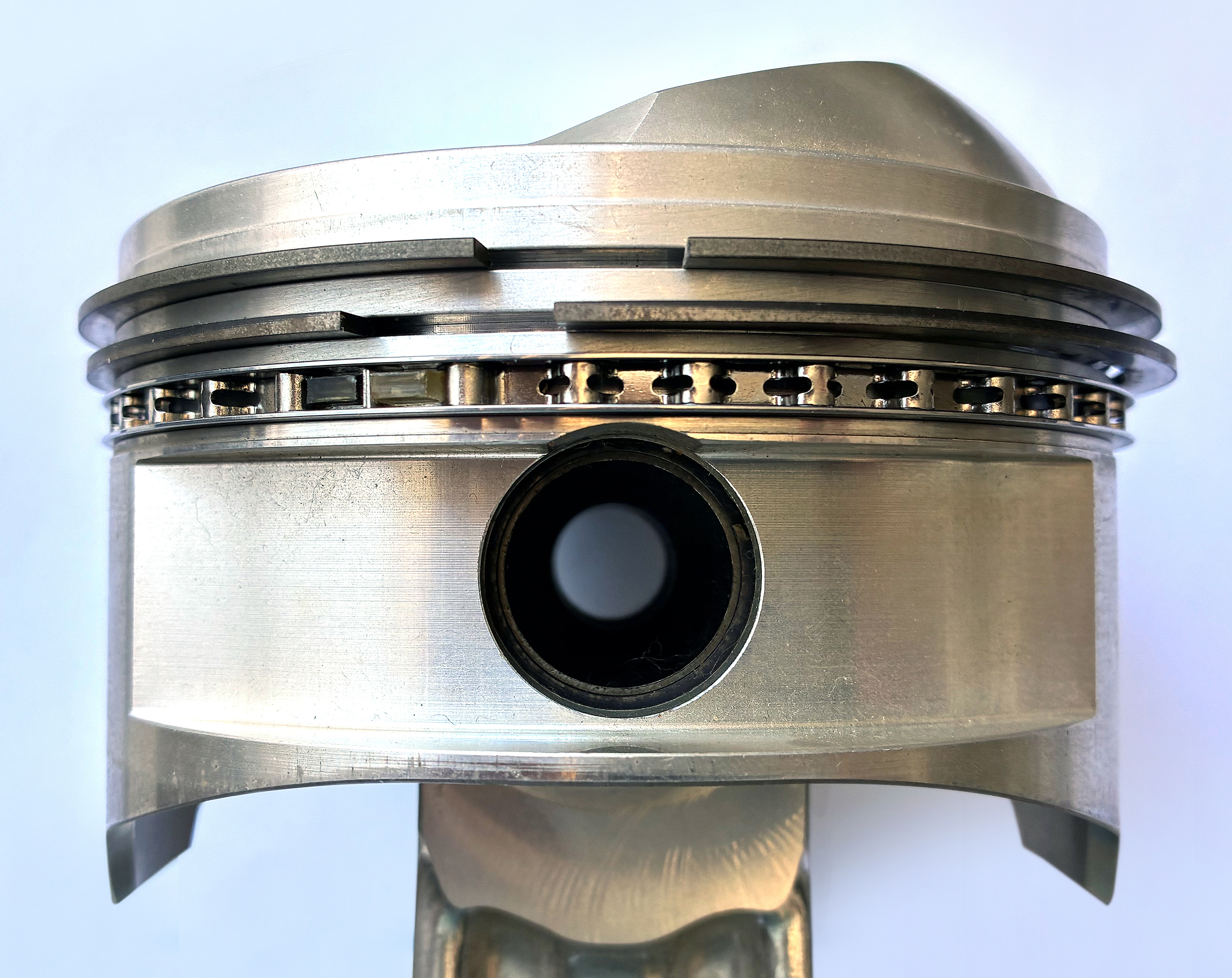
Kolben mit zwei Kolbenringen und einem dreiteiligen Ölabstreifring (unten) aus einem V8-Motor (Rennsport)

Die Hauptaufgabe des Ringes in der untersten Kolbennut ist das Abstreifen des Öles von der Zylinderwand, d. h., der Ölabstreifring hat einen wesentlichen Einfluss auf den Ölhaushalt eines Verbrennungsmotors. Um den Schmierölverbrauch wirkungsvoll zu beeinflussen, stehen verschiedene ein-, zwei- oder dreiteilige Bauformen zur Auswahl.